# Slaget vid Noisseville
Slaget vid Noisseville utkämpades 31 augusti under Fransk-tyska kriget vid Noisseville i Frankrike och slutade med preussisk seger. 
De franska styrkorna under François Achille Bazaine marscherade från Metz för att försöka bryta igenom den preussiska linjerna vid byn Noisseville. Efter inledande framgångar slogs de franska anfallet tillbaka av preussarna vilket tvingade som fransmännen att åter dra sig tillbaka mot Metz. De franska förlusterna uppgick till 3.379 stupade. På den preussiska sidan stupade 2.850 man.